# 镰叶顶冰花
镰叶顶冰花（学名：Gagea fedtschenkoana）为百合科顶冰花属下的一个种。

## 扩展阅读
- 維基物種上的相關：镰叶顶冰花